# Parafia św. Marcina Biskupa w Stężycy
Parafia Świętego Marcina w Stężycy – parafia rzymskokatolicka w Stężycy.
Parafia erygowana w XIII wieku. Obecny kościół parafialny murowany, wybudowany w latach 1522-1532 przez ks. Jana Wyszka, konsekrowany.
Styl kościoła parafialnego – gotycki. 
Terytorium parafii obejmuje: Brzeźce, Drachalicę, Kletnię, Krukówkę, Prażmów, Nową Rokitnię, Starą Rokitnię oraz Stężycę.